# Корюківська центральна районна бібліотека
Корюківська центральна районна бібліотека — публічна бібліотека в місті Корюківка Чернігівської області (Україна); інформаційний, культурний, дозвіллєвий центр Корюківського району. Заснована 1919 року.
Корюківська центральна районна бібліотека має фонд понад 28 тис. прим. книг, періодичних видань та інших документів. Є методичним та координаційним центром для 22 бібліотек-філій. Щорічно обслуговує 4125 користувачів, видає близько 84116 джерел інформації, виконує 360 бібліографічних довідок.

## Структура
Основні послуги надають: 
- відділ комплектування та обробки документів,
- відділ обслуговування, до складу якого входять: читальний зал, абонемент, кафедра по обслуговуванню юнацтва, відділ методичної та інформаційно-бібліографічної роботи.

Щорічно бібліотека приймає близько 32 тис. відвідувачів.

## Послуги
До послуг користувачів: 
- книжковий фонд різних за тематикою і жанрами видань;
- великий довідково-бібліографічний апарат (система каталогів і картотек, довідкова і навчальна література та ін. джерела інформації);
- консультаційно-інформаційний центр (кваліфікований підбір матеріалів, оперативне інформування, пошук потрібної інформації, бібліографічні консультації);
- доступ до світових інформаційних ресурсів через мережу Інтернет.

## Клуби, об'єднання, центри
При бібліотеці працюють: 
- Центр правової інформації,
- інформаційний центр «Молодь за здоровий спосіб життя»,
- клуб шанувальників сучасної української літератури «Читацьке коло»,
- художньо-мистецьке об’єднання «Творча вітальня»,
- юнацький пізнавально-дискусійний клуб «Діалог».

## Методичний центр
Центральна бібліотека як методичний центр сприяє вивченню, узагальненню та впровадженню передового досвіду в практику роботи книгозбірень району. Проводить навчання бібліотечних фахівців ЦБС на семінарах, практикумах. Ефективними формами є години корисних порад, методичні дайджести, творчі майстерні, ділове спілкування та ін. 

## Видавнича діяльність
Центральна бібліотека видає бібліографічні покажчики, методичні рекомендації, методико-бібліографічні матеріали, видання серій «Літературна Корюківщина», «Наші земляки — гордість краю», «Історія книгозбірень району», краєзнавчі матеріали, тематичні буклети тощо.